# Акцензи
Акцензи (на латински: Accensi; ед. ч. accensus) са лека пехота в състава на римския легион от периода на ранната Римска република.
Акцензите са набирани от гражданите с най-нисък имуществен ценз (5-и имуществен клас според военната реформа на Сервий Тулий) и поради това те нямат доспехи и защитно въоръжение; обикновено са въоръжени само с прашка. При подреждането на легиона в боен ред, акцензите са поставяни най-отзад, зад триариите и рорариите. Това е петата бойна линия на ранния републикански легион: в първата са хастатите, във втората – принципите, в третата – триариите, четвъртата е на рорариите и петата на акцензите. Това се налага освен отто слабото им въоръжение, така и от факта, че тъй като са набирани измежду най-низшите социални прослойки, те са много ненадеждни като войници; според думите на Ливий:
| „ | ...акцензите, на които най-малко можело да се разчита ... били поставяни най-отзад, в ариергарда. | “ |
| Тит Ливий, Ab urbe condita, VIII, 8. Цит. според Тит Ливий, Достопаметни герои и деяния. Изд. Народна култура. София, 1989, стр. 114. |                                                                                                   |   |

В началото на битката те действат като леки стрелци, прикривайки първоначално хастатите, след това триариите, а в разгара на боя трябва да заместят убитите и ранените, взимайки оръжието на падналите в боя, поради липсата на свое собствено.
Акцензите изчезват като вид пехота по време на Втората пуническа война.